# Laemophloeus mathani
Laemophloeus mathani là một loài bọ cánh cứng trong họ Laemophloeidae. Loài này được Grouvelle miêu tả khoa học năm 1889.